# Webnode
Webnode — онлайн конструктор сайтов, разработанныйWestcom, s.r.o, разработка и управление компании находится в г. Брно, Чехия. Можно сравнить с похожими системами, например Weebly.
Предлагает инструменты для создания сайта по технологии drag-and-drop с использование таких элементов, как блог, форум, фотогалерея, формы, виджеты и т.д.

## История
Разработка конструктора Webnode началась в сентябре 2006 Westcom, Ltd. и официальный релиз прошел в январе 2008
Изначально в 2002 девелоперская компания Westcom занималась создание онлайн приложений для крупных клиентов и разработала систему, использовавшуюся для упрощения создания и разработки сайтом. Из этой системы появилась идея о создании онлайн конструктора сайтов для пользователей, не обладающих специальными техническими навыками
Сначала была создана версия на чешском языке, затем на словацком. Затем языковые версии последовали одна за другой и к концу 2008 года у Webnode было более 200 000 пользователей в более чем 80 странах по всему миру, включая США, Испанию и Китай. Два года спустя, в 2010 пользовательская база выросла до более 2 000 000 пользователей в 12 языковых версиях

## Свойства
Webnode это система drag-and-drop онлайн конструктора сайтов с возможностью создания 3х типов сайтов: личный, бизнес и интернет-магазин. Система работает в большинстве браузерах, в том числе Internet Explorer, Mozilla Firefox, Netscape, Google Chrome, Safari и Opera.
Одной из особенностей Webnode является возможность редактирования сайта с помощью смартфона в режиме онлайн.

## Услуги
Система предлагается на основе Freemium бизнес-модели. Предлагается бесплатная версия с некоторыми ограничениями, а также возможность приобрести Премиум пакеты, увеличив тем самым дисковое пространство, лимит трафика и получив дополнительные опции.

## Награды
- Серебряный призёр в Startup Competition at LeWeb’08 Paris Архивная копия от 2 апреля 2014 на Wayback Machine[7]